# Wydział Lekarski Uniwersytetu Łódzkiego
Wydział Lekarski Uniwersytetu Łódzkiego – istniejący w latach 1945–1949 jeden z wydziałów Uniwersytetu Łódzkiego. Został wyłączony z uniwersytetu i w 1950 włączony do nowo powstałej Akademii Medycznej w Łodzi.

## Historia
Wydział powstał na mocy rozporządzenia Ministra Oświaty z 27 sierpnia 1945 wraz z Wydziałem Stomatologicznym i Farmaceutycznym. Członkiem władz uczelni został prorektor ds. wydziałów medycznych. Pierwszy to stanowisko pełnił prof. Zygmunt Szymanowski. W latach 1947–1949 prorektorem Uniwersytetu Łódzkiego był prof. Eugeniusz Wilczkowski. Do 1949 dziekanami Wydziału kolejno byli: prof. Wincenty Tomaszewicz, prof. Janusz Sobański i prof. Stefan Bagiński.
W roku akademickim 1945/1946 na Wydziale studiowało 340 osób.
Zajęcia dla studentów Wydziału Lekarskiego (wespół ze studentami Wydziału Stomatologicznego) początkowo prowadzone były w świetlicy fabryki przy ul. Dowborczyków w Łodzi.
2 sierpnia 1949 Rada Ministrów podjęła uchwałę o wyłączeniu wydziałów lekarskich z uniwersytetów. 1 stycznia 1950 utworzono Akademię Medyczną w Łodzi, do której włączono Wydział Lekarski Uniwersytetu Łódzkiego.

## Byli studenci
- Bogdan Bronisław Goetzen
- Andrzej Kurnatowski
- Irena Świetliczko
- Leszek Woźniak